# 萨普罗诺沃村委员会
萨普罗诺沃村委员会（俄语：Сапроновский сельсовет）是俄罗斯联邦阿穆尔州马扎诺沃区所属的一个村委员会。其下辖有4个居民点，行政中心为萨普罗诺沃。据2016年统计，该村委员会的人口为690人。